# Gesellschaft für Transitionsmedizin
Die Gesellschaft für Transitionsmedizin (GfTM) ist eine interdisziplinäre Fachgesellschaft, die die Verbesserung des Übergangs chronisch Kranker von der Gesundheitsversorgung Jugendlicher zur Erwachsenenmedizin zum Ziel hat.
Die Gesellschaft ist Mitglied der Arbeitsgemeinschaft der Wissenschaftlichen Medizinischen Fachgesellschaften (AWMF).

## Ziele und Aktivitäten
Die Vision der GfTM „Interdisziplinäre und ganzheitliche Transition von chronisch kranken und behinderten Jugendlichen in die Erwachsenenmedizin als verbindliche Regelleistung“ soll unter anderem gefördert werden durch:
- interdisziplinären Austausch zwischen den an der Transition beteiligten Berufsgruppen
- wissenschaftliche Veranstaltungen und Schulungsangebote[2][3]
- Entwicklung von Leitlinien.[4]

## Leitlinienentwicklung
Die Gesellschaft beteiligt sich an der Entwicklung Medizinischer Leitlinien im Rahmen des Leitlinienprogramms der AWMF.

## Geschichte
Seit 2017 ist die GfTM Mitglied der AWMF.